# زالمان
زالمان (انگلیسی: Zalman) یک شرکت در کره جنوبی است که محصولات متعلق به رایانه رومیزی را با تمرکز اصلی بر روی افزایش خنک سازی تولید و ارائه می‌کند.
زالمان از زمان تأسیس خود در ژانویه ۱۹۹۹ توسعه قابل توجهی را انجام داده‌است و اکنون چندین حق ثبت اختراع با تمرکز بر خنک سازی و کاهش نویز فن دارد.